# St. Marten (Arnhem)
Sint Marten is een van oorsprong typische arbeiderswijk in het noorden van Arnhem met ca. 1750 inwoners. Rond 1900 werd deze enigszins glooiende wijk in zeven jaar uit de grond gestampt. Door slecht onderhoud, verkrotting en drugsoverlast is de wijk in de jaren 60 en '70 van de vorige eeuw een van de grootste achterstandswijken van Arnhem geweest.
In 1975 werd een start gemaakt met de reconstructie van de wijk, straten werden woonerven, veel oude huizen werden gesloopt en vervangen door flatwoningen (tot 4 hoog) met hier en daar een groen en/of gezellig binnenplein, de Onze-Lieve-Vrouwekerk uit 1910 werd na enige jaren leegstand in 1999-2001 omgebouwd tot appartementencomplex en ook werd de drugsoverlast grondig aangepakt. Talloze oude soms authentieke panden in nog redelijk staat zijn alsnog gerenoveerd.
In 1994/1995 trad het eerste 'Kleurenplan' in werking, waarbij veel huurwoningen en -flats aan de buitenzijde werden voorzien van frisse, heldere kleuren, in 2012 werd dit plan verder uitgewerkt en verbeterd. Ook werd de Hommelseweg in Sint Marten eind 2012 heringericht, waarbij in aansluiting op de Hommelstraat het asfalt werd vervangen door klinkerstenen.
In maart 1999 kreeg Arnhem als eerste gemeente in Nederland in Sint Marten de 'Politiehuiskamer' om zo op wijkniveau de kloof tussen burgerij en politie te verkleinen. Aanvankelijk zat de politiepost op de hoek van de Hommelseweg en Marten van Rossemstraat, in 2011 is de post verhuisd naar de Hommelseweg wat dichter bij de coffeeshops en het spoorviaduct.
Algemeen kan worden gesteld dat het woon- en leefklimaat in de buurt na 1995 sterk is verbeterd en zelfs een zekere populariteit geniet vanwege de gunstige ligging ten opzichte van het stadscentrum, station Arnhem Centraal en park Sonsbeek. 

### Objecten in de wijk
- De Bazel (gebouw van de toenmalige Nederlandsche Heidemaatschappij aan de rand van de wijk);
- Apeldoornse Poort.